# Споменик устаницима Колубарске кнежевине
Споменик устаницима Колубарске кнежевине се налази у парку у центру Мионице.
Споменик у бронзи је рад вајара Ота Јована Лога, висок је три метра. На споменику се налазе два устаника који симболизују јунаштво и писменост. 